# Jonas Reckermann
Jonas Reckermann (* 26. Mai 1979 in Rheine) ist ein ehemaliger deutscher Beachvolleyballspieler. Mit vier Europameistertiteln (2002, 2004, 2011 und 2012), sechs Turniersiegen auf der FIVB World Tour und fünf Titeln bei deutschen Meisterschaften (2001, 2005, 2009, 2010 und 2011) gehört er zu den erfolgreichsten deutschen Beachvolleyballern. Seine größten Erfolge waren der Gewinn der Weltmeisterschaft 2009 und der Goldmedaille bei den Olympischen Spielen 2012 in London mit seinem Partner Julius Brink.

## Karriere

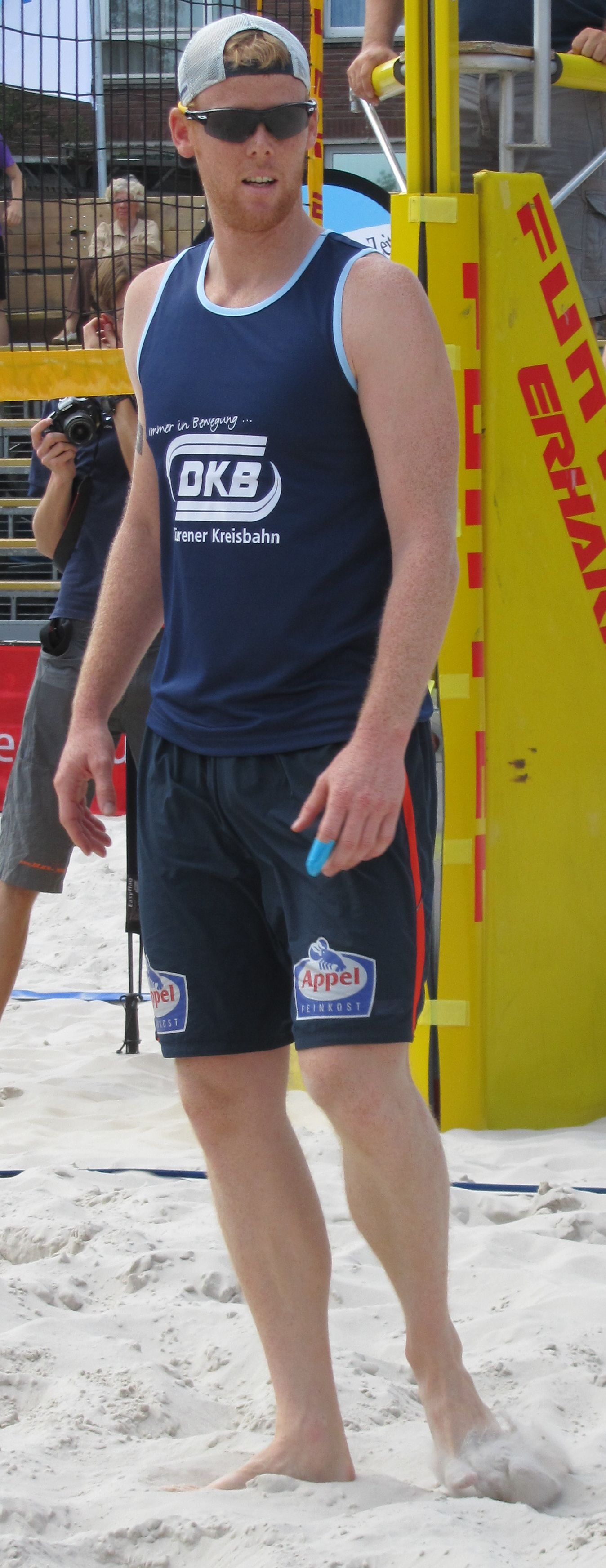
DKB-Beach-Cup 2011

Das Volleyballspielen lernte Reckermann – zunächst in der Halle – beim TV Jahn Rheine. Von 1997 bis 2000 spielte er beim USC Münster und danach beim SV Bayer Wuppertal. 2001 wurde er mit David Klemperer U-21 Beach-Europameister. Von 2001 bis 2005 spielte Reckermann sehr erfolgreich mit Markus Dieckmann unter anderem auf der FIVB World Tour. 2004 siegten sie in Rio de Janeiro und beim Finale der Tour in Berlin. Größte Erfolge von Dieckmann/Reckermann waren Titel bei den Europameisterschaften 2002 in der Schweiz und 2004 in Deutschland (Timmendorfer Strand). Bei den Olympischen Spielen 2004 in Athen schieden die bereits im Achtelfinale gegen die US-Amerikaner Holdren / Metzger im Tiebreak aus.
In den Jahren 2007 und 2008 spielte Reckermann gemeinsam mit dem Abwehrspezialisten Mischa Urbatzka. Reckermann/Urbatzka bildeten neben Julius Brink/Christoph Dieckmann eines von drei Nationalteams bei den Männern. Trainer der beiden Teams war Jürgen Wagner. David Klemperer/Eric Koreng bildeten das dritte Nationalteam.
Ab 2009 spielte Reckermann mit Julius Brink und wurde mit diesem in seiner ersten gemeinsamen Saison direkt Weltmeister in Stavanger. Auch das Open-Turnier in Rom, das Masters in Berlin sowie die Grand Slams in Gstaad und in Moskau wurden gewonnen, sodass Brink/Reckermann FIVB Tour Champion und „Team of the year 2009“ wurden. Brink/Reckermann hatten sich in der Weltspitze etabliert und erzielten fast ausschließlich Top-Ten-Platzierungen auf der World Tour. Hinzu kamen drei Deutsche Meistertitel in Folge, die Bronzemedaille bei der Weltmeisterschaft 2011 in Rom sowie der erneute Gewinn der Europameisterschaft, als Brink/Reckermann in einem rein deutschen Finale gegen Erdmann/Matysik in Kristiansand gewannen. 2012 verteidigten Brink/Reckermann ihren Titel bei der Beachvolleyball-EM in Scheveningen (Niederlande) erfolgreich.
Bei den Olympischen Spielen 2012 in London gewann Reckermann mit Julius Brink am 9. August 2012 im Finale gegen die amtierenden Weltmeister Emanuel Rego und Alison Cerutti die Goldmedaille. Damit sind er und Julius Brink die ersten Europäer, die eine Goldmedaille im Beachvolleyball bei Olympischen Spielen gewannen.
Fünf Monate nach dem Gewinn der olympischen Goldmedaille beendete Reckermann im Januar 2013 aus gesundheitlichen Gründen seine Karriere. Das Duo Jonas Reckermann und Julius Brink wurde in Solingen zur Mannschaft des Jahres 2012 gewählt.
Reckermann studierte von 2001 bis 2013 an der Universität zu Köln und der Deutschen Sporthochschule Köln Lehramt (Geographie, Sport, Mathematik). Aktuell gehört er dem Kollegium des Landrat-Lucas-Gymnasiums an.

## Sonstige Aktivitäten
Am 13. November 2011 gewann Jonas Reckermann in der Fernsehsendung TV total Turmspringen in der Kategorie „Doppel“ gemeinsam mit Fabian Hambüchen im Synchronspringen mit einem doppelten Salto von der Fünf-Meter-Plattform. Am 9. Oktober 2012 belegte Reckermann in einer Ausgabe der TV total PokerStars.de Nacht den ersten Platz. Im Heads up setzte er sich gegen Stefan Raab durch. Weitere Teilnehmer dieser Ausgabe waren Jeanette Biedermann, Elton und Boris Lauterbach. 2014 nahm er an der 12. TV-Total Wok-WM teil. 2019 arbeitete er während der Beachvolleyball-WM in Hamburg als TV-Experte am Finalwochenende.

## Ehrenamtliches Engagement
Seit 2016 engagiert sich Jonas Reckermann als Vorstandsvorsitzender für die Werte-Stiftung.

## Ehrungen
- 2002, 2003, 2004 und 2012: Beachvolleyballer des Jahres
- 2012: Silbernes Lorbeerblatt[4]
- 2012: Bambi, gemeinsam mit Julius Brink (Kategorie: „Sport“)
- 2012: „Felix“ gemeinsam mit Julius Brink, als „Mannschaft des Jahres“ von Nordrhein-Westfalen
- 2013: gemeinsam mit Julius Brink Mannschaft des Jahres 2012 in Solingen
- 2014: „Werte-Preis“ der Stiftung Deutsche Sporthilfe, gemeinsam mit Julius Brink für ihren Einsatz gegen Homophobie